# Định lý Apollonius

Minh họa hình học về định lý đường trung tuyến: Lục + Lam = Đỏ

Định lý Apollonius là định lý hình học phẳng nói về mối quan hệ giữa độ dài đường trung tuyến trong tam giác và độ dài của các cạnh tam giác. Đây là một định lý cổ điển dược phát hiện bởi nhà toán học Apollonius của Perga (255 TCN-170 TCN) vào khoảng năm 200 TCN.
Với tam giác ABC, và AD là đường trung tuyến ta có:
{\displaystyle AB^{2}+AC^{2}=2(AD^{2}+BD^{2}).\,}
Định lý về đường trung tuyến của Apollonius là trường hợp đặc biệt của định lý Stewart. Khi tam giác là một tam giác vuông định lý sẽ suy biến thành Định lý Pytago.

## Chứng minh

Định lý Apollonius về đường trung tuyến

Ký hiệu như hình vẽ, độ dài các cạnh BC,CA,AB lần lượt là a, b, c độ dài đường trung tuyến là d, m là độ dài nửa cạnh a, góc hợp bởi giữa đường trung tuyến ứng với đỉnh A và cạnh BC là {\displaystyle \theta } và {\displaystyle \theta ,}; áp dụng định lý cos ta có:
{\displaystyle {\begin{aligned}b^{2}&=m^{2}+d^{2}-2dm\cos \theta \\c^{2}&=m^{2}+d^{2}-2dm\cos \theta '\\&=m^{2}+d^{2}+2dm\cos \theta .\,\end{aligned}}}
Từ hai phương trình trên ta có:
{\displaystyle b^{2}+c^{2}=2m^{2}+2d^{2}\,}
Đó là điều phải chứng minh,